# Muhammad Fu'ad Abdul-Baqi
Muhammad Fu'ad Abdul-Baqi (arabisch محمد فؤاد عبد الباقي, DMG Muḥammad Fuʾād ʿAbd al-Bāqī; geb. 1882 in Mit Helfa, al-Qalyūbīya; gest. 1968 in Kairo) war ein ägyptischer Islamgelehrter, Dichter und Übersetzer aus dem Französischen und Englischen.
Er ist Verfasser vieler Bücher, die sich auf den Koran und die Sunna bezogen, darunter Indizes, die dem Leser den Zugang zum Hadith des islamischen Propheten Mohammed ermöglichen. Er arbeitete zunächst als Arabischlehrer und dann als Übersetzer für eine Bank. Er war mit Raschid Rida, dem ägyptischen Reformierer des Islam und Herausgeber der Zeitschrift al-Manār, befreundet. Abdul-Baqis Hadith-Sammlung al-Luʾluʾ wa-'l-marǧān (basierend auf Sahīh al-Buchārī und Sahīh Muslim), die aufgrund ihres Wertes und der Echtheit so bezeichnet wurden, wurde von Muhammad M. Khan ins Englische übersetzt. Das Handbook of early Muhammadan tradition von Arent Jan Wensinck (1882–1939) übersetzte Abdul-Baqi ins Arabische.

## Publikationen
- al-Muʿǧam al-mufahras li-alfāẓ al-Qurʾān al-karīm الـمـعـجـم الـمـفـهـرس لألـفـاظ الـقـرآن الـكـريـم
- Ǧāmiʿ al-masānīd جامع المسانيد
- (Komp.) al-Luʾluʾ wa-'l-marǧān fīmā ittafaqa ʿalaihi 'š-šaiḫān (basierend auf al-Buchārī und Muslim)
- (Hrsg.) Auswahl aus Ṣaḥīḥ al-Buḫārī  (unter dem Titel Muʿǧam ġarīb al-Qurʾan)
- (Hrsg.) Auswahl von al-Buḫārīs Ḥadīṯen (unter dem Titel al-Adab al-mufrad)
- (Hrsg.) al-Muwaṭṭaʾ (des Mālik ibn Anas)
- (Hrsg.) Sunan Ibn-Māǧa
- (Hrsg.) Ṣaḥīḥ Muslim
- (Hrsg.) Tafsīr al-Qāsimī al-musammā Maḥāsin at-taʾwīl
- (Übers.) Miftāḥ kunūz al-sunna [Handbook of early Muhammadan tradition]. Arent Jan Wensinck (1882–1939). Cairo, Maṭbaʻat Miṣr, 1934.[7]